# Río Wateree
El río Wateree (en inglés: Wateree River) es un río de 120 km que fluye en dirección sur por el estado estadounidense de Carolina del Sur, desde el lago Wateree (embalsado en 1919, con una superficie de agua de 50 km²) hasta unirse al río Congaree, formando ambos con esta unión el río Santee. Su nombre proviene de la extinta tribu de nativos Wateree.
El río Wateree es el mismo río que el Catawba (350 km), nombrándose de diferente forma según la sección del río. Desde su nacimiento en la cordillera Azul hasta el lago Wateree, se llama Catawba, y desde dicho lago hasta su confluencia con el río Congaree, se le llama Wateree.